# Покровский (Марий Эл)
 Покровский  — починок в Моркинском районе Республики Марий Эл. Входит в состав Коркатовского сельского поселения.

## География
Находится в юго-восточной части республики Марий Эл на расстоянии приблизительно 23 км по прямой на запад от районного центра посёлка Морки.

## История
Образован в 1922 году как починок Нушпе Hyp переселенцами из деревень Большой Ярамор и Кожлаер. В 1929 году переименован. В 2004 году в починке находится 5 дворов. В советское время работали колхозы «Трудовик» и "Ленин корно.

## Население
Население составляло 9 человек (мари 100 %) в 2002 году, 2 в 2010.